# アラン・ジャゴエフ
アラン・ジャゴエフ（Alan Yelizbarovich Dzagoev、 ロシア語: Алан Елизбарович Дзагоев、 オセット語: Дзæгъойты Елизбары фырт Алан（Dzæhojty Elizbary fyrt Alan）、 1990年6月17日 - ）は、ロシアの元サッカー選手。元ロシア代表。現役時代のポジションはミッドフィールダー。オセット人である。「アラン・ザゴエフ」とも表記される。

## 経歴

### クラブ
1990年6月17日、ロシア北オセチア共和国のベスランで父エリズバールと母ラナの間に生まれた。兄がサッカーをしていたことと母の勧めで、2000年、ウラジカフカスのユースチームでサッカーを始める。2006年から2007年までの2年間は、ロシア・セカンドディビジョンのクリリヤ・ソヴェトフ-SOKでプレーし、37試合・6得点の結果を残した。
2007年12月、PFC CSKAモスクワに移籍。ロシア・カップ2008では、2試合に出場し、優勝に貢献。2008年度のロシア・リーグでは、FCスパルタク・モスクワ戦 (5-1)では3アシストを記録。さらにFCゼニト・サンクトペテルブルク戦 (3-1)では2得点を挙げるなどの活躍。2009年シーズンから背番号が46から10に変更。
2022年9月2日、FCルビン・カザンに移籍した。
2023年9月28日、PASラミア1964に1年契約で移籍した。同年11月21日、現役引退を表明した。

### 代表
ロシア代表のユース年代ではU-17代表として6試合に出場し、4得点の結果を残している。本来であれば、U-21代表を経由するところ、2008年10月に飛び級でA代表に初選出された。同月17日のW杯予選のドイツ戦で18歳と116日で、史上最年少での代表デビューを果たした。2010年10月8日のEURO2012予選、アイルランド戦で代表初得点を記録。
2018 FIFAワールドカップの本大会メンバーに選出され、グループリーグ初戦のサウジアラビア代表戦で先発したが、前半24分にハムストリングを負傷し、残り2試合の欠場を余儀なくされた。

## 人物
- 地元のクラブ、FCアラニア・ウラジカフカスのファンであるが、CSKAモスクワでのプレーも夢だったと語っている。
- 子供の頃から憧れている選手はエフゲニ・アルドニンとフランク・ランパード。
- 兄もポジションも同じMFでプロサッカー選手であったジェラ・ジャゴエフ（英語版）（Gela Dzagoev、1988年1月31日 - ）。
- 2012年7月に結婚、結婚式にはチームメートの本田圭佑らが出席した[3]。

## 個人成績

### クラブ
| クラブ           | シーズン | リーグ | リーグ | カップ | カップ | 欧州カップ戦 | 欧州カップ戦 | 合計 | 合計 |
| クラブ           | シーズン | 試合   | 得点   | 試合   | 得点   | 試合         | 得点         | 試合 | 得点 |
| ---------------- | -------- | ------ | ------ | ------ | ------ | ------------ | ------------ | ---- | ---- |
| PFC CSKAモスクワ | 2008     | 20     | 8      | 3      | 2      | 6            | 3            | 29   | 13   |
| PFC CSKAモスクワ | 2009     | 27     | 7      | 3      | 0      | 10           | 3            | 40   | 10   |
| PFC CSKAモスクワ | 2010     | 24     | 6      | 2      | 0      | 10           | 2            | 36   | 8    |
| PFC CSKAモスクワ | 2011-12  | 31     | 6      | 6      | 0      | 11           | 1            | 48   | 7    |
| PFC CSKAモスクワ | 2012-13  | 24     | 6      | 4      | 0      | 2            | 0            | 30   | 6    |
| PFC CSKAモスクワ | 2013-14  | 18     | 3      | 4      | 0      | 1            | 0            | 23   | 3    |
| 通算             | Total    | 144    | 36     | 22     | 2      | 40           | 9            | 206  | 47   |

## 代表歴

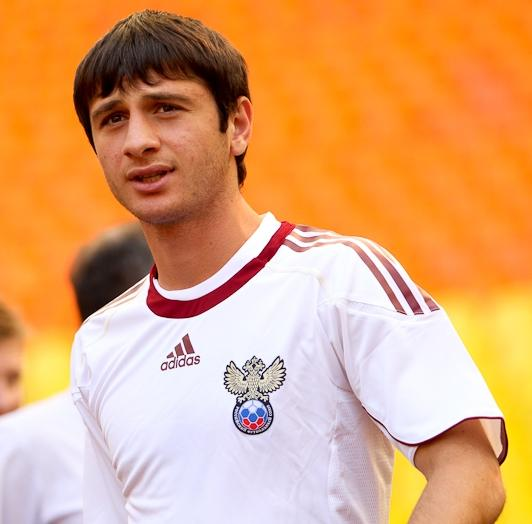
代表でのジャゴエフ

### 出場大会
- ロシア代表
  - 2014 FIFAワールドカップ
  - 2018 FIFAワールドカップ

### 試合数
- 国際Aマッチ 59試合 9得点（2008年-2018年）[4]

| ロシア代表 | 国際Aマッチ | 国際Aマッチ |
| 年         | 出場        | 得点        |
| ---------- | ----------- | ----------- |
| 2008       | 2           | 0           |
| 2009       | 3           | 0           |
| 2010       | 6           | 1           |
| 2011       | 6           | 3           |
| 2012       | 10          | 4           |
| 2013       | 2           | 0           |
| 2014       | 13          | 0           |
| 2015       | 6           | 1           |
| 2016       | 2           | 0           |
| 2017       | 3           | 0           |
| 2018       | 6           | 0           |
| 通算       | 59          | 9           |

### 得点
| #  | 開催年月日     | 開催地       | 対戦国             | スコア | 結果 | 試合概要           |
| -- | -------------- | ------------ | ------------------ | ------ | ---- | ------------------ |
| 1. | 2010年10月8日  | ダブリン     | アイルランド       | 2-0    | ○3-2 | UEFA EURO 2012予選 |
| 2. | 2011年10月7日  | ジリナ       | スロバキア         | 1-0    | ○1-0 | UEFA EURO 2012予選 |
| 3. | 2011年10月11日 | モスクワ     | アンドラ           | 1-0    | ○6-0 | UEFA EURO 2012予選 |
| 4. | 2011年10月11日 | モスクワ     | アンドラ           | 4-0    | ○6-0 | UEFA EURO 2012予選 |
| 5. | 2012年6月8日   | ヴロツワフ   | チェコ             | 1-0    | ○4-1 | UEFA EURO 2012     |
| 6. | 2012年6月8日   | ヴロツワフ   | チェコ             | 3-1    | ○4-1 | UEFA EURO 2012     |
| 7. | 2012年6月12日  | ワルシャワ   | ポーランド         | 1-0    | △1-1 | UEFA EURO 2012     |
| 8. | 2012年8月15日  | モスクワ     | ポーランド         | 1-1    | △1-1 | 親善試合           |
| 9. | 2015年9月8日   | ファドゥーツ | リヒテンシュタイン | 6-0    | ○7-0 | UEFA EURO 2016予選 |

## 獲得タイトル

### クラブ
PFC CSKAモスクワ
- ロシアサッカー・プレミアリーグ 2012-13, 2013-14, 2015-16
- ロシア・カップ 2008, 2009, 2011, 2013
- ロシア・スーパーカップ 2009, 2013, 2014, 2018

FCルビン・カザン
- ロシア・ナショナル・フットボールリーグ 2022-23

### 個人タイトル
- ロシアサッカー・プレミアリーグ最優秀新人賞 2008
- UEFA EURO 2012得点王